# Marmelade
Marmelade, puré eller gelé er betegnelsen for en madvare af typisk frugt, der er sødet, pureret eller kogt ud, konserveret og hældt på glas; det anvendes som pålæg og til desserter. Marmelade har eksisteret i århundreder. Der findes en romersk opskrift på marmelade fra omkring år 400 e.Kr. Tidligere blev marmelade kogt på honning, men da sukker blev indført, blev kogning med sukker almindelig. Marmelade bliver ofte forvekslet med syltetøj.

## Etymologi
Ordet stammer fra portugisisk "marmelada" gennem fransk "marmelade" og er oprindeligt en slags syltetøj kogt på kvæder ("marmelo" på portugisisk).
Der er en apokryf historie om, at Marie Stuart spiste marmelade, når hun havde hovedpine, og at navnet er afledt af hendes kammerpigers hvisken "Marie est malade" (Marie er syg). I virkeligheden har ordets oprindelse intet at gøre med Marie.

## Fremstilling
Ifølge Fødevarestyrelsen skal der i marmelade som hovedregel findes mindst 350 g puré eller pulp pr. kg færdigt produkt. Marmelade minder meget om syltetøj, men er generelt tykkere i konsistens. I bestemmelserne fra Fødevarestyrelsen er der skrappere regler for frugtindholdet i syltetøj end i marmelade. Her skal som hovedregel minimum være 450 g frugt pr. kilo færdigt produkt. Syltetøjet er normalt mere tyndtflydende end marmeladen, da syltetøj består af større frugtstykker i en sukkerlage. Sies marmelademassen, så frø og rester af frugtskal fjernes, bliver blandingen klar og ensartet, og det færdige produkt kaldes gelé. Den kogte og stivede frugtgrød kan spises afkølet som dessert og kaldes kompot. 
Marmelade fremstilles af mange produkter. Traditionelt er specielt søde bær som jordbær, brombær, hindbær og solbær velegnede, men marmelade kan også fremstilles af gulerødder eller citrusfrugter. Råsyltet marmelade er fremstillet uden kogning. Her er frugten blot pureret, sødet og konserveret. 
Traditionel marmelade fremstilles ved, at frugten koges med sukker og evt. krydderier som vanilje eller kanel, til massen er kogt ud. Mængden af sukker afpasses efter, hvor sød frugt der anvendes. Herefter tilsættes et geleringsmiddel (som pektin) afpasset efter frugtblandingens sukker- og vandindhold. Konsistensen tilpasses efter tradition og smag. Her kan den såkaldte marmeladeprøve benyttes, hvor et par dråber af den varme masse dryppes på kanten af en tallerken. Når massen er afkølet, testes hvor meget den løber, når tallerkenen vippes. Herefter tilsættes konserveringsmiddel som Atamon. Konserveringsmiddel forlænger marmeladens holdbarhed betydeligt uden for fryseren.
Mens marmeladen stadig er varm, hældes den på rengjorte, skoldede glas, der straks lukkes tæt til. Glas med en gummiring mellem glas og det flade glaslåg er efterhånden afløst af glas med skruelåg med 'indbygget' gummipakning.
Ved hjemmesyltning gøres der en del ud af marmeladeglas med pyntestofhætter og mærkater med fremstillingsdato og frugtblanding. De kan bruges som nabo- eller værtindegave. 
Sukkerfri marmelade findes i handlen. Det er normalt marmelade, der kun er sødet med det frugtsukker, der findes i den anvendte frugt – evt. sødet med kunstigt sødemiddel.
Marmelade benyttes oftest som pålæg eller som fyld i pandekager og lagkager, som sødemiddel og pynt på yoghurt eller som  tilbehør til steg. Som tilbehør til hovedretter som steg findes marmeladen i en knap så sød form: chutney. Her anvendes  frugt som græskar, mango og æble, og massen krydres ofte med  krydderier som ingefær, chili, hvidløg og peber. Chutney er tykkere end marmelade, og der findes som regel større frugtstykker i massen.

## Beslægtede produkter
- Syltetøj er en mere flydende variant af marmelade med tydelige frugter. Lovmæssigt er der krav om højere frugtindhold i syltetøj.[3]
- Gelé er en variant uden frugt- eller bærrester i produktet, men udelukkende saft. Den er  gelatineret, så den fremstår stiv.
- Frugtgrød er en grød kogt omtrent på samme måde som marmelade/syltetøj. Den kan spises lun.